# VMware vSphere
VMware vSphere — продукт компанії VMware, наступник VMware Infrastructure, платформа для віртуалізації IT інфраструктури підприємств та забезпечення хмарних обчислень.

## Історія
У той час коли йшла розробка VMware Infrastructure 3.5, був задуманий продукт vSphere, як розширення для хмарних обчислень з використанням VMware ESX.
Фактично перший продукт компанії VMware, що підтримував хмарні обчислення був випущений під брендом «VMware Infrastructure 4» 30 березня 2009 року. Але вже 21 квітня цього ж року VMware оголосила, що планує продавати продукт під новим брендом — «vSphere 4», замість «Infrastructure 4», в результаті вихід на IT ринок VMware vSphere відбувся 21 травня 2009 року.
19 листопада 2009 року, VMware випустила оновлення Update 1 для Vsphere 4, що забезпечило підтримку Windows 7 та Windows Server 2008 R2.
В серпні 2010 року на IT ринку з'явився вдосконалена версія VMware vSphere 4.1. Ця версія включила в себе vCenter Configuration Manager, vCenter Application Discovery Manager та оновлену функцію vMotion, що забезпечувала одночасне переміщення більше ніж однієї віртуальної машини з одного фізичного сервера (хоста) до іншого.
10 лютого 2011 року VMware випустила оновлення Update 1 для Vsphere 4.1, що забезпечило підтримку RHEL 6, RHEL 5.6, SUSE Linux Enterprise Server 11 SP1, Ubuntu 10.10 і Solaris 10 Update 9.
12 липня 2011 року VMware випустила версію 5 VMware vSphere.
27 серпня 2012 року вийшла у світ Vsphere 5.1. Ця версія включила наступні нові компоненти: VMware vSphere Storage Appliance (сховище даних), vSphere Data Protection (захист даних), vSphere Replication (реплікація) та vShield Endpoint (захист кінцевої точки).
22 вересня 2013 була випущена версія vSphere 5.5.
У травні 2014 року SAP AG та VMware оголосити про використання VMware vSphere 5.5, як платформи для SAP HANA.
У лютому 2015 року, головний виконавчий директор VMware Пет Гелсінгер анонсував версію Vsphere 6.0, що включила у себе велику кількість нових функцій та вдосконалень.

## Основні компоненти

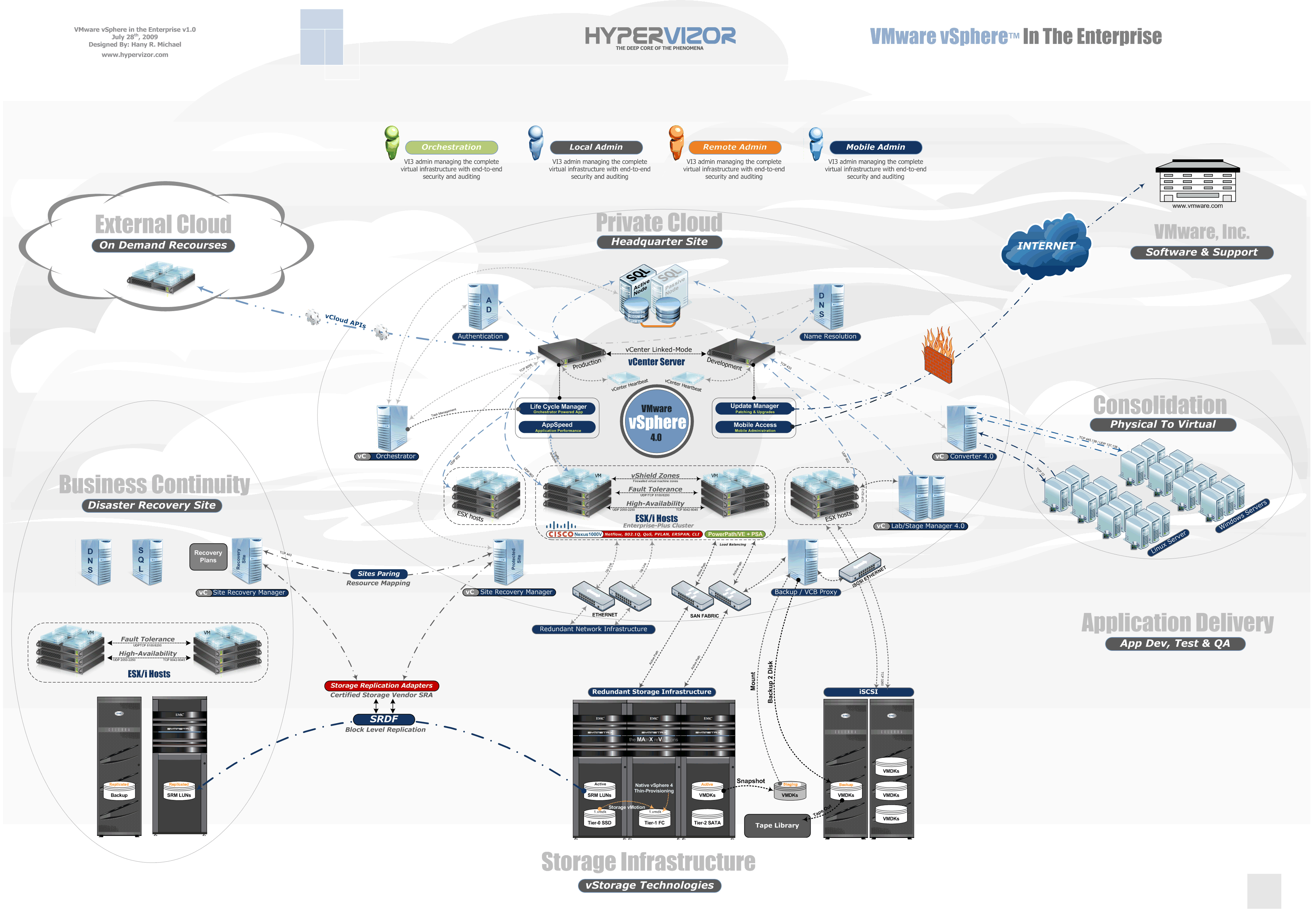
Використання VMware vSphere у IT мережі підприємства

Згідно з документацією компанії VMware система має наступні основні компоненти:
- ESX/ESXi[en] — засіб віртуалізації, що абстрагує ресурси фізичних серверів такі як: процесор, пам'ять, жорсткі диски та інші, з метою створення віртуальних машин.
- vCenter Server — засіб для конфігурації, виділення ресурсів та керування платформою.
- vSphere Client — інтерфейс, який дозволяє користувачам віддалено підключатися до vCenter Server або безпосередньо до ESX/ESXi з комп'ютерів під керуванням ОС Windows.
- Web Access — вебінтерфейс, що надає можливість керування віртуальними машинами та надає доступ до віддалених консолів.
- VMFS[en] — файлова система віртуальної машини (Virtual Machine File System), високопродуктивна кластерна файлова система[en] серверів (хостів) ESX/ESXi.
- Virtual SMP — віртуальне симетричне мультипроцесування (Symmetric Multiprocessing), функція, яка дозволяє одній віртуальній машині використовувати кілька фізичних процесорів одночасно.
- VMotion — функція, що забезпечує перенос віртуальної машини з одного фізичного серверу до іншого без зупинки її роботи.
- Storage VMotion — функція, що забезпечує перенос файлів віртуальної машини в середині фізичного дискового масиву, або навіть з одного дискового масиву до іншого, без втрати доступу до цих файлів.
- HA[en] — висока доступність (High Availability), засіб забезпечення системного резервування. Стосовно vSphere це означає, що у випадку виходу з ладу фізичного сервера, розміщенні на ньому віртуальні машини автоматично відновлюють свою роботу на іншому сервері у разі достатньої кількості фізичних ресурсів на ньому.
- Fault tolerance — відмовостійкість, функція яка дозволяє мати повну копію віртуальної машини на іншому фізичному сервері в режимі онлайн, тобто будь-які зміни на конкретній віртуальній машині миттєво вносяться до її копії. В разі виходу з ладу основного фізичного серверу копія віртуальної машини на іншому фізичному сервері автоматично перехоплює навантаження без жодної затримки.
- DRS — планувальник розподілення ресурсів (Distributed Resource Scheduler), функція, що забезпечує балансування навантаження. У платформі vSphere ця функція дає можливість динамічно розподіляти фізичні ресурси кластера ESX/ESXi серверів поміж віртуальних машин.
- Consolidated Backup — консолідоване резервне копіювання.
- vSphere SDK — функція, яка забезпечує стандартний інтерфейс для VMware та компонентів програмного забезпечення сторонніх виробників[en] для доступу до vSphere.
- vNetwork DVS — віртуальний[en] дистрибутивний[en] мережевий комутатор (Distributed Switch).
- Host Profiles — профілі хостів, функція, яка спрощує керування конфігурацією хостів згідно з визначеними політиками компанії. Тобто створюється еталонна конфігурація, яка береться за основу для впровадження на інших хостах компанії, що суттєво зменшує витрати часу на конфігурацію.
- PSA — знімний дисковий масив (Pluggable Storage Array), сховище даних з підтримкою функції multipath I/O[en].

## Конкуренти
Станом на 2016 рік на IT ринку з vSphere конкуруюють наступні продукти:
- Hyper-V від компанії Microsoft.
- XenServer від Citrix Systems.
- Oracle VM Server[en] від Oracle Corporation.
- Proxmox VE — відкрите програмне забезпечення від Proxmox Server Solutions GmbH
- Parallels Cloud Server від компанії Parallels
- Univention Corporate Server[en] від Univention GmbH